# قرارداد

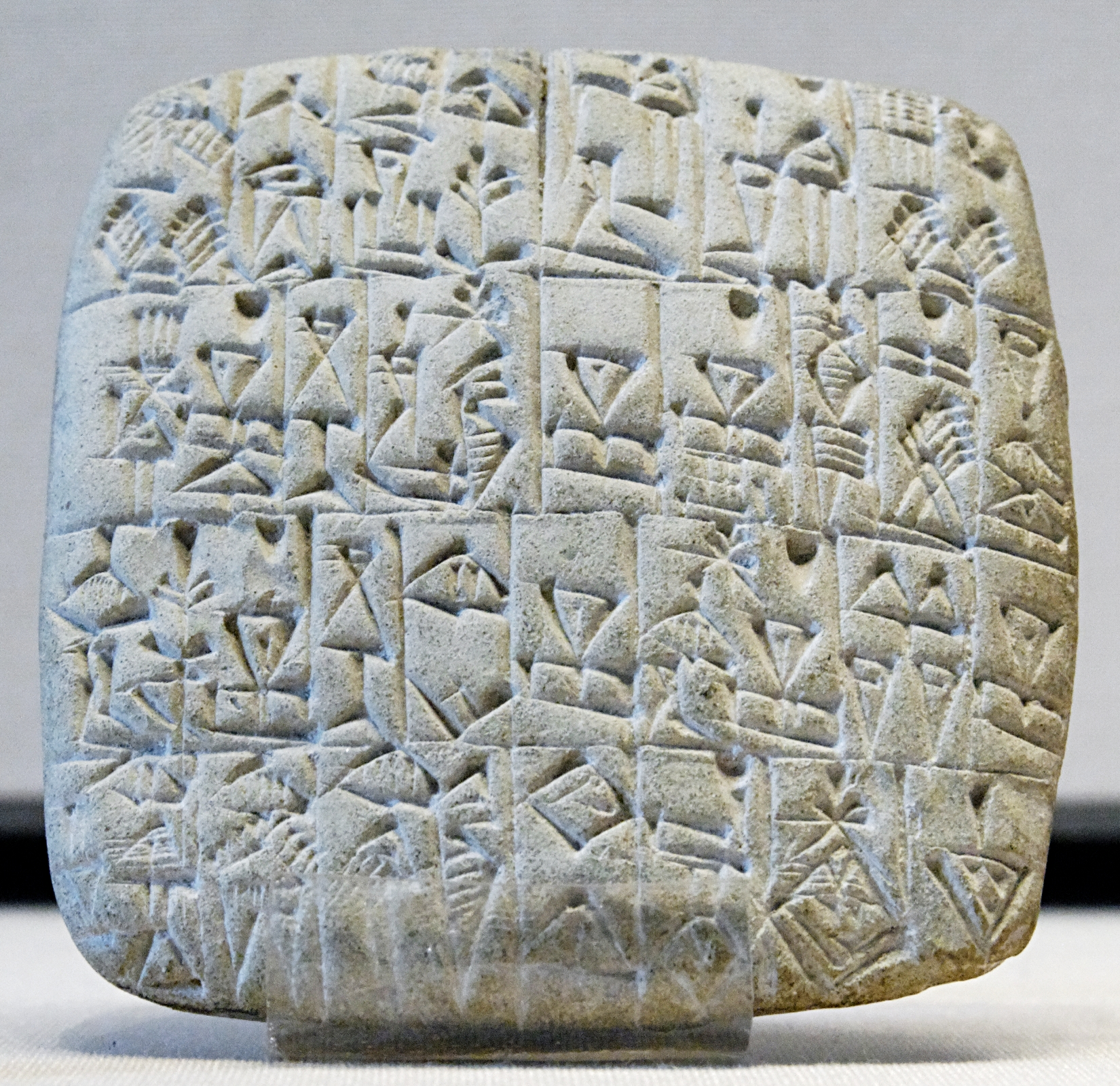
قرارداد فروش یک برده روی کتیبه گلی مربوط به سومر در ۲۶۰۰ سال ق م

قرارداد یا عقد یا پیمان یا کنترات یک توافق الزام‌آور میان اشخاص است که حقوق و تکالیف طرفین آن را تعیین می‌کند. در تعبیر حقوقی به توافق دو یا چند اراده در جهت ایجاد یک اثر حقوقی گویند. به عبارت ساده‌تر هرگاه جهت به وجود آمدن یک اثر حقوقی همچون خرید (بیع)، اجاره و نظایر آن، نیاز به تلاقی و تراضی ضروری حداقل دو اراده باشد، عقد محقق می‌گردد. با این تعریف ماهیتی چون وصیت تملیکی و دیگر ماهیاتی که قبول قابل در آن قبول ضروری یا قبول عقدی نیست، از تعریف و شمول عقد خارج می‌شوند. در قوانین ایران انواع متعددی از قرارداد وجود دارد مانند قرارداد بیع، قرارداد کاری، مضاربه و انواع دیگر است.

## قانون مدنی ایران
قانونگذار ایران در ماده ۱۸۳ قانون مدنی عقد را چنین تعریف نموده است: «عقد عبارت از اینست که دو یا چند نفر در مقابل دو یا چند نفر دیگر تعهد بر امری نمایند و مورد قبول آنها باشد» بر این تعریف ایراداتی شده است. از جمله اینکه این تعریف عقود تملیکی را به واسطه حصر عقود به تعهد طرفین در جمله قانونگذار دربر نمی‌گیرد. این ایراد از سوی بزرگان علم حقوق ایران اینگونه پاسخ داده شده است که:اگرچه متن این ماده از قانون فرانسه مأخوذ است، اما نویسندگان قانون مدنی ایران با نظر به فقه این ماده را تغییر داده‌اند. فلذا چون در فقه عهد در معنی عقد نیز به کار می‌رود، این ماده همه عقود را در برمی‌گیرد. ایراد دیگر این ماده قانونی استفاده از کلمه نفر است، در حالی که بهتر بود از کلمه شخص استفاده می‌شد تا اشخاص حقوقی را نیز شامل می‌شد.
اولین نکته مهم در انعقاد یک قراردادهای حقوقی، طرفین و موضوع قرارداد می باشد، که بسیاری ازقراردادها به علت عدم توجه به این مبحث باطل بوده و یا با چالش های بزرگی پس از انعقاد مواجه می شوند ؛ به طور مثال با عدم سنجش اعتبار طرفین قرارداد هنگام عقد ، ممکن است بعد ازانعقاد قرارداد متعهد از انجام تعهدات خود عدول نموده و سالها به علت وجود یک قرارداد لازم طرفین هیچ بهره ای نبرده و چه بسا ضرر نیز نموده اند.
- جمع عقد، عقود است.
- در مقابل عقد، ایقاع قرار دارد، که ماهیات حقوقی را گویند که با یک اراده ایجاد یا ساقط می‌شوند. همچون طلاق که تنها با اراده مرد واقع می‌شود. مبحث عقد جزء حقوق مدنی به حساب می‌آید.
- عقد به اعتبارات مختلف، تقسیم‌بندی‌های متفاوتی یافته است. از جمله تقسیم عقود به اعتبار موضوع آن، به مالی و غیر مالی یا تملیکی و عهدی.

اقسام عقود در فقه و قانون مدنی:بیع- اجاره-رهن-امانت- نکاح-قرض-وصیت- عاریه-شرکت-وقف-وکالت-جعاله-مزارعه مساقات-سلف-قرارداد سلم-مضاربه و
در قانون مواردی برای فسخ بیان شده است که به آن خیارات می‌گویند؛ خیار به معنای توانایی و اختیار فسخ عقد یا قرارداد در صورت وقوع شرایط خاص است. در قانون مدنی به نوع اشاره شده است که عبارت است از:
- خیار مجلس
- خیار حیوان
- خیار عیب
- خیار شرط
- خیار تخلف از شرط
- خیار تأخیر ثمن
- خیار تفلیس
- خیار تدلیس
- خیار غبن
- خیار تبعض صفقه
- خیار رویت

## خدمات قرارداد در ایران
در ایران سرویس‌های ارائه خدمات قرارداد به دو نوع سرویس‌های خدماتی کلاسیک و آنلاین قابل تقسیم است. ارائه دهندگان خدمات کلاسیک شامل فارغ التحصیلان رشته حقوق و به ویژه وکلای دادگستری است. از جمله سرویس‌های آنلاین ارائه دهنده خدمات قراردادی که تمام تمرکز خود را بر روی قراردادها گذاشته‌اند می‌توانیم به وکلا اشاره کنیم که خدمات نمونه قرارداد و تنظیم قرارداد ارائه می‌کند. ضمن آنکه تعداد زیادی از سرویس‌های آنلاین ارائه دهنده خدمات حقوقی در کنار سایر خدمات خود، نسبت به ارائه خدمات قراردادی نیز اقدام می‌کنند.

### داوری و قرارداد
داوری یکی از شرایط پیش‌بینی شده در قوانین بین‌المللی و ایران می‌باشد که بسیاری از تجار یا غیر تجار شرایط رجوع به داوری را در قراردادهای خود پیش‌بینی می‌کنند.
درست است که داوری امری نوین و جدید نبوده و مسبوق به تاریخ گذشتگان می‌باشد اما امروزه به دلیل سهولت داوری در کم کردن زمان و هزینه دادرسی، در بسیاری از قراردادها پیش‌بینی می‌شود.

### داوری بین‌المللی
داوری بین‌المللی یا حکمیت بین‌المللی روشی برای حل اختلافات بین‌المللی است که در آن طرفین به جای رجوع به نهاد قضائی، اختلاف خود را به یک داور مورد اعتماد خود ارجاع می‌دهند. رجوع به داوری اصولاً پس از پیدایش اختلاف در هنگام تنظیم قرارداد پیش‌بینی می‌شود
بین‌المللی بودن یک داوری در قوانین منطقه ایی حاکم بر هر منطقه کمی متفاوت است، اما در یک تعریف کلی می‌توان گفت، داوری بین‌المللی است که حداقل یکی از طرفین با طرف دیگر محل اقامت یا محل مهم امور مربوط به قراردادشان متفاوت باشد تا بتوان ان داوری را بین‌المللی خواند.

### داوری الکترونیک
همان‌طور که در تعریف داوری ذکر شد، هدف علاقه مندان به داوری تسهیل در دسترسی و سرعت و کم هزینه بودن داوری می‌باشد و تمام این موارد زمانی که با کلمه «الکترونیک» همراه شود تبدیل به داوری الکترونیک شده که همان‌طور که به ذهن متبادر می‌شود، ترکیب این دو واژه سهولت و راحتی بیش از پیش را برای علاقه مندان به داوری به‌دنبال دارد.

### داوری الکترونیک در ایران
داوری الکترونیک از کشورهای پیش رفته و در حال توسعه شروع شده و در حال حاضر در کشور ایران نیز در حال پیشرفت و راه اندازی برای استفاده علاقمندانی که قصد دارند در هزینه‌ها و زمانشان صرفه جویی کنند در دسترس می‌باشد.